# Narodowa Biblioteka Walijska
Narodowa Biblioteka Walijska, także Biblioteka Narodowa Walii (wal. Llyfrgell Genedlaethol Cymru [ˈɬəvrgeɬ geneˈdlaɪθol kəmˈrɪ], ang. National Library of Wales) – walijska biblioteka narodowa w Aberystwyth.
Biblioteka wykonuje swoje zadania (gromadzi, opracowuje, udostępnia, a także prowadzi działalność wydawniczą i informacyjną) zarówno w języku angielskim, jak i walijskim.

## Historia
Biblioteka została utworzona na mocy przywileju królewskiego (Royal Charter) z dnia 19 marca 1907 roku. Oparta została na zbiorach znajdujących się w Old College oraz na prywatnych zbiorach kolekcjonera książek Sir Johna Williamsa. Budynek, w którym mieści się biblioteka, oddano do użytku w 1916 roku.
26 kwietnia 2013 roku dach budynku biblioteki zapalił się w części biurowej. Na skutek szybko ugaszonego pożaru częściowemu zniszczeniu uległy dokumenty i zapisy inwentaryzacyjne.

## Zbiory
Narodowa Biblioteka Walijska jako jedna z bibliotek narodowych Wysp Brytyjskich – wraz z Biblioteką Brytyjską w Londynie, Biblioteką Bodlejańską w Oksfordzie, Biblioteką Uniwersytecką w Cambridge, Biblioteką Trinity College w Dublinie i Szkocką Biblioteką Narodową w Edynburgu – jest uprawniona do otrzymywania egzemplarza obowiązkowego wszystkich publikacji wydawanych w Wielkiej Brytanii, na żądanie w ciągu roku od daty wydania, choć pierwotnie jako jedyna miała częściowo ograniczone prawa w tym zakresie.
Biblioteka posiada w swych zbiorach ok. 6 milionów druków,  m.in. Czarną księgę z Carmarthen sprzed 1250 roku, będącą najstarszym zachowanym manuskryptem napisanym w całości w języku walijskim, pierwszą książkę wydrukowaną w 1546 roku w języku walijskim (Yny lhyvyr hwnn) oraz pierwsze kompletne tłumaczenie Biblii na język walijski (Y Beibl Cysegr-lan) z roku 1588 dokonane przez biskupa Williama Morgana.
W zbiorach biblioteki znajduje się:
- 6 mln książek i czasopism,
- 5 mln dokumentów elektronicznych,
- 1,5 mln map,
- 950 tys. fotografii,
- 50 tys. dzieł sztuki,
- 30 tys. rzadkich rękopisów,

a także:
- ponad 2,1 mln metrów taśmy filmowej,
- 550 tys. godzin nagrań dźwiękowych i wideo,
- 200 tys. zapisów archiwalnych audycji telewizyjnych,
- 15 mln metrów bieżących unikatowych archiwaliów[14].

Od lat 70. XX wieku Narodowa Biblioteka Walijska potroiła liczbę gromadzonych druków.

## Działalność
Od roku 1988 Biblioteka Narodowa Walii prowadzi badania nad charakterystyką treściową zbiorów oraz kontroluje zgodność nabytków z przyjętą przez dyrekcję polityką ich gromadzenia. W odróżnieniu jednak od konsorcjów książnic angielskich i szkockich, kierowanych przez biblioteki narodowe, nie podjęła się realizacji programu współpracy w zakresie gromadzenia i porównywania zbiorów z innymi bibliotekami walijskimi.
Jest jedną z sześciu bibliotek, które od roku 1993 współtworzą bibliografię narodową Wielkiej Brytanii. Wraz z Biblioteką Narodową Szkocji oraz bibliotekami uniwersyteckimi w Oksfordzie i Cambridge opracowuje 30% dokumentów. Narodowa Biblioteka Walijska odpowiada za opracowanie druków z terenu Walii i dokumentów wytworzonych w języku walijskim oraz książek z terenu Wielkiej Brytanii, których tytuły zaczynają się od liter W-Z